# Toyotismo
El toyotismo es una relación en el entorno de la producción industrial que fue pilar importante en el sistema de procedimiento industrial japonés, y que después de la crisis del petróleo de 1973 comenzó a reemplazar al fordismo como modelo referencial en la producción en cadena. Se destaca de su antecesor básicamente en su idea de trabajo flexible, aumento de la productividad a través de la gestión y organización (just in time) y el trabajo combinado que supera a la mecanización e individualización del trabajador, elemento característico del proceso de la cadena Ford.

## El toyotismo y la crisis productiva de los años 1970
Cuando el sistema económico keynesiano y el sistema productivo fordista dan cuenta de un agotamiento estructural en los años 73-74, las miradas en la producción industrial comienzan a girar al modelo japonés; modelo que permitió llevar a la industria japonesa del subdesarrollo a la categoría de potencia mundial en solo décadas. Los ejes centrales del modelo lograban revertir la crisis que se presentaba en la producción en cadena fordista. Estos puntos serían: 
- Flexibilidad laboral y alta rotación en los puestos de trabajo/roles.

- Estímulos sociales a través del fomento del trabajo en equipo y la identificación transclase entre jefe-subalterno.

- Sistema just in time; que revaloriza la relación entre el tiempo de producción y la circulación de la mercancía a través de la lógica de menor control del obrero en la cadena productiva y un aceleramiento de la demanda que acerca al “stock 0” y permite prescindir de la bodega y sus altos costos por concepto de almacenaje.

- Reducción de costos de planta permite traspasar esa baja al consumidor y aumentar progresivamente el consumo en las distintas clases sociales.

La manera en que se manifiesta idealmente esa nueva concepción vinculación/ejecución tiene que ver con una economía que tenga un crecimiento aceptable y un control amplio de mercados externos. A pesar de que solo un pequeño grupo de países cumplen con ese escenario, el toyotismo también ha manifestado formas híbridas en otros países con el objetivo de perseguir la reducción de costos y el estímulo social a los trabajadores.

## Características del toyotismo
Sin duda, las innovaciones introducidas por el ingeniero Taiichi Ohno en la empresa automotriz Toyota, impusieron este modelo al toyotismo. 
Estas son sus características:
- Se produce a partir de los pedidos hechos a la fábrica (demanda), que ponen en marcha la producción.

- La eficacia del método japonés está dado por los llamados “cinco ceros”: cero error, cero avería (rotura de una máquina), cero demora, cero papel (disminución de la burocracia de supervisión y planeamiento) y cero existencias (significa no inmovilizar capital en stock y depósito, es decir, solo producir lo que ya está vendido, no almacenar ni producir en serie como en el fordismo).

- La fabricación de productos muy diferenciados y variados en bajas cantidades (no como el fordismo, que producía masivamente un solo producto).

- Un trabajador multifuncional que maneje simultáneamente varias máquinas diferentes.

- La adaptación de la producción a la cantidad que efectivamente se vende: producir lo justo y lo necesario.

- La automatización, que introduce mecanismos que permiten el paro automático de máquinas defectuosas, para evitar desperdicios y fallos.